# Cúp quốc gia Wales 1931–32
Cúp quốc gia Wales FAW 1931–32  là mùa giải thứ 51 của giải đấu bóng đá loại trực tiếp hàng năm dành cho các đội bóng ở Wales.

## Từ viết tắt
Tên giải đấu nằm sau tên các câu lạc bộ.
- CCL - Cheshire County League
- FL D2 - Football League Second Division
- FL D3N - Football League Third Division North
- FL D3S - Football League Third Division South
- MWL - Mid-Wales Football League
- SFL - Southern Football League
- WLN - Welsh League North
- WLS D1 - Welsh League South Division One
- WLS D2 - Welsh League South Division Two
- W&DL - Wrexham & District Amateur League

## Vòng Một
| Số thứ tự trận | Đội nhà                              | Tỉ số | Đội khách                     |
| -------------- | ------------------------------------ | ----- | ----------------------------- |
| 1              | Bangor City                          | w/o   | Llandudno (WLN)               |
| 2              | Holyhead Town                        | 2–2   | Llanfairfechan                |
| đá lại         | Llanfairfechan                       | 1–3   | Holyhead Town                 |
| 3              | Penmaenmawr                          | w/o   | Bethesda Victoria             |
| 4              | Vron United (W&DL)                   | 3–9   | Cross Street Gwersyllt (W&DL) |
| 5              | Holywell Arcadians (WLN)             | 6–0   | Mold Amateurs                 |
| 6              | Caersws                              | 2–6   | Machynlleth (MWL)             |
| 7              | Aberdovey                            | 0–1   | Dolgelley                     |
| 8              | Aberystwyth University College (MWL) | 0–6   | Aberystwyth Town (MWL)        |
| 9              | Llanidloes Town (MWL)                | 11–2  | Rhayader                      |
| 10             | Builth Wells (MWL)                   | 1–2   | Llandrindod North End (MWL)   |
| 11             | Newtown (MWL)                        | 3–2   | Welshpool (MWL)               |
| 12             | Rhosrobin (W&DL)                     | 4–1   | Gwersyllt (W&DL)              |
| 13             | Gyfelia                              | w/o   | Druids (W&DL)                 |
| 14             | Oakenholt                            | 1–2   | Mold Alexandra                |
| 15             | Bettisfield (WLN)                    | 2–2   | Flint Amateurs                |
| đá lại         | Flint Amateurs                       | 2–3   | Bettisfield (WLN)             |
| 16             | Catholic OB Connahs Quay             | 4–7   | Sandycroft                    |

## Vòng Hai
Vòng này có sự tham gia của 15 đội thắng từ vòng Một và một đội bóng mới - Llanerch Celts. Bettisfield đi thẳng vào vòng Ba.
| Số thứ tự trận | Đội nhà                     | Tỉ số | Đội khách                     |
| -------------- | --------------------------- | ----- | ----------------------------- |
| 1              | Bangor City                 | 6–3   | Holyhead Town                 |
| 2              | Holywell Arcadians (WLN)    | 6–0   | Bethesda Victoria             |
| 3              | Llanerch Celts (W&DL)       | 4–1   | Mold Alexandra                |
| 4              | Rhosrobin (W&DL)            | 2–2   | Druids (W&DL)                 |
| đá lại         | Druids (W&DL)               | 0–0   | Rhosrobin (W&DL)              |
| đá lại         | Rhosrobin (W&DL)            | 1–4   | Druids (W&DL)                 |
| 5              | Sandycroft                  | 2–5   | Cross Street Gwersyllt (W&DL) |
| 6              | Machynlleth (MWL)           | 8–0   | Dolgelley                     |
| 7              | Llandrindod North End (MWL) | 0–3   | Newtown (MWL)                 |
| 8              | Llanidloes Town (MWL)       | 2–2   | Aberystwyth Town (MWL)        |
| đá lại         | Aberystwyth Town (MWL)      | 2–3   | Llanidloes Town (MWL)         |

## Vòng Ba
Vòng này có sự tham gia của 7 đội thắng từ vòng Hai cùng với Bettisfield. Llanidloes Town đi thẳng vào vòng Bốn.
| Số thứ tự trận | Đội nhà                       | Tỉ số | Đội khách                     |
| -------------- | ----------------------------- | ----- | ----------------------------- |
| 1              | Bettisfield (WLN)             | 2–5   | Druids (W&DL)                 |
| 2              | Cross Street Gwersyllt (W&DL) | 2–2   | Llanerch Celts (W&DL)         |
| đá lại         | Llanerch Celts (W&DL)         | 4–2   | Cross Street Gwersyllt (W&DL) |
| 3              | Bangor City                   | 2–0*  | Holywell Arcadians (WLN)      |
| đá lại         | Holywell Arcadians (WLN)      | 2–2   | Bangor City                   |
| đá lại         | Bangor City                   | 0–3   | Holywell Arcadians (WLN)      |
| 4              | Newtown (MWL)                 | 3–0   | Machynlleth (MWL)             |

## Vòng Bốn
Vòng này có sự tham gia của 4 đội thắng từ vòng Ba, Llanidloes Town cùng với 11 đội bóng mới.
| Số thứ tự trận | Đội nhà                   | Tỉ số | Đội khách                 |
| -------------- | ------------------------- | ----- | ------------------------- |
| 1              | Druids (W&DL)             | 0–3   | Colwyn Bay                |
| 2              | Rhyl (WLN)                | 11–2  | Llanerch Celts (W&DL)     |
| 3              | Oswestry Town (B&DL)      | 5–1   | Newtown (MWL)             |
| 4              | Llanidloes Town (MWL)     | 3–2   | Whitchurch (CCL)          |
| 5              | Troedyrhiw (WLS D2)       | 2–2   | Lovell's Athetic (WLS D1) |
| đá lại         | Lovell's Athetic (WLS D1) | 1–0   | Troedyrhiw (WLS D2)       |
| 6              | Ebbw Vale (WLS D1)        | 4–1   | Barry (WLS D1 & SFL)      |
| 7              | Llanelly (D1 & SFL)       | 5–1   | Penrhiwceiber (WLS D1)    |
| 8              | Merthyr Town (D1) & (SFL) | 2–0   | Aberaman (WLS D1)         |

## Vòng Năm
Vòng này có sự tham gia của 8 đội thắng từ vòng Bốn cùng với 8 đội bóng mới.
| Số thứ tự trận | Đội nhà                       | Tỉ số | Đội khách                 |
| -------------- | ----------------------------- | ----- | ------------------------- |
| 1              | Rhyl (WLN)                    | 5–0   | Llanidloes Town (MWL)     |
| 2              | Shrewsbury Town (B&DL)        | 5–1   | Colwyn Bay                |
| 3              | Wrexham (FL D3N)              | 3–0   | Holywell Arcadians (WLN)  |
| 4              | Chester (FL D3N)              | 1–1   | Oswestry Town (B&DL)      |
| đá lại         | Oswestry Town (B&DL)          | 0–4   | Chester (FL D3N)          |
| 5              | Merthyr Town (WLS D1) & (SFL) | 2–2   | Swansea Town (FL D2)      |
| đá lại         | Swansea Town (FL D2)          | 2–1   | Merthyr Town (D1) & (SFL) |
| 6              | Lovell's Athetic (D1)         | 2–1   | Ebbw Vale (D1)            |
| 7              | Cardiff Corinthians (D1)      | 0–2   | Newport County (FL D3S)   |
| 8              | Cardiff City (FL D3S)         | 5–3   | Llanelly (D1 & SFL)       |

## Vòng Sáu
| Số thứ tự trận | Đội nhà                   | Tỉ số | Đội khách                 |
| -------------- | ------------------------- | ----- | ------------------------- |
| 1              | Chester (FL D3N)          | 2–1   | Cardiff City (FL D3S)     |
| 2              | Wrexham (FL D3N)          | 4–2   | Shrewsbury Town (B&DL)    |
| 3              | Lovell's Athetic (WLS D1) | 2–2   | Rhyl (WLN)                |
| đá lại         | Rhyl (WLN)                | 3–0   | Lovell's Athetic (WLS D1) |
| 4              | Newport County (FL D3S)   | 0–0   | Swansea Town (FL D2)      |
| đá lại         | Swansea Town (FL D2)      | 2–0   | Newport County (FL D3S)   |

## Bán kết
Tất cả các trận bán kết đều diễn ra ở Chester.
| Số thứ tự trận | Đội nhà          | Tỉ số | Đội khách            |
| -------------- | ---------------- | ----- | -------------------- |
| 1              | Wrexham (FL D3N) | 3–3   | Rhyl (WLN)           |
| đá lại'        | Wrexham (FL D3N) | 3–1   | Rhyl (WLN)           |
| 2              | Chester (FL D3N) | 0–2   | Swansea Town (FL D2) |

## Chung kết
| Số thứ tự trận | Đội nhà              | Tỉ số | Đội khách            |
| -------------- | -------------------- | ----- | -------------------- |
| 1              | Wrexham (FL D3N)     | 1–1   | Swansea Town (FL D2) |
| đá lại         | Swansea Town (FL D2) | 2–0   | Wrexham (FL D3N)     |